# Taksonomija
Taksonomija (grč. tassein - "svrstati"; nomos – zakon, znanost) je znanstvena disciplina koja na temelju sličnosti i razlika taksonomske jedinice kategorizira i razvrstava u skupine. One su najčešće hijerarhijski strukturirane i često u odnosu roditelj-dijete. 

## Primjene taksonomije
U početku se termin "taksonomija" odnosio samo na znanost o klasifikaciji živih organizama (sada poznatu kao alfa taksonomiju). Sada se taj termin koristi u mnogo širem smislu i odnosi se na klasifikaciju stvari, kao i na principe te klasifikacije. 
Prema taksonomijskim shemama može se klasificirati gotovo sve – živa i neživa bića, mjesta, pojmove, događaje itd. 
Taksonomija može također biti i organizacija stvari u skupine ili čak abecedni popis. Organizacija znanja taksonomiju vidi kao užu znanost od ontologije, koja je u informacijskoj znanosti model znanja koji opisuje područje te se koristi za zaključivanje o entitetima u prostoru i relacijama između njih.
Hijerarhijska taksonomija je klasifikacija u obliku strukture stabla za dani set objekata.
Na vrhu strukture je korijenski čvor koji se odnosi na sve objekte. Niži čvorovi su posebnije podjele, koje se odnose na podskupine cijelog seta klasificiranih objekata. 

## Taksonomija i mentalna klasifikacija
Mentalna klasifikacija se bazira na epistemologiji Immanuela Kanta, čija je glavna teza da ljudski um prirodno organizira znanje u slične sisteme kao i u taksonomiji. Tu pripada i Bloomova taksonomija koja se odnosi na klasifikaciju različitih ciljeva učenja i mogućnosti studenata.
Antropolozi su utvrdili da je taksonomija ugrađena u kulturne i socijalne sisteme i služi različitim socijalnim funkcijama. Najpoznatije i najutjecajnije istraživanje tih vrsta taksonomija proveo je Emil Durkheim u svojoj knjizi „Osnovni oblici vjerskog života“.

## Vrste taksonomije
Alfa taksonomija je biološka klasifikacija organizama. Taj sistem uključuje korijen koji se naziva organizam, njega slijede čvorovi za kategorije (carstvo, koljeno, razred, red, porodica, rod, vrsta). Ostalih 40 kategorija se ponekad umeće, kao što su potkoljeno, podrazred, podred, potporodica). 
Filogenetska taksonomija se bazira na klasifikaciji organizama prema redu grananja u evolucijskom stablu, a ne prema njihovoj morfološkoj sličnosti.
Numerička taksonomija (taksimetrija) koristi matematičke metode za da ocijenila vidljive razlike i sličnosti među taksonomijskim grupama. 

## Neznanstvene taksonomije
Druge taksonomije, poput onih koje su analizirali Durkheim i Levi-Strauss se ponekad nazivaju pučkim taksonomijama. Kako bi se razlikovale od znanstvenih taksonomija, koje tvrde da su odvojene od socijalnih odnosa i zbog toga objektivne i univerzalne, izvedene su iz socijalnog znanja i koriste se svakodnevno.
Baraminologija se bavi porijeklom života na Zemlji na temelju vjere u Boga i stvaranje svijeta u sedam dana. Bazira se na Lineeovom taksonomijskom sistemu i suprotna je filogenetskom.
Taksonomija poduzeća se bavi hijerarhijskom klasifikacijom interesa poduzeća, digitalne građe, dokumenata i drugih informacija i organizacijom administracije. Njima se koriste informacijski sustavi, odnosno sustavi za upravljanje sadržajem i znanjem, kao načinom da omoguće brz pristup odgovarajućoj informaciji unutar velikih i rastućih količina podataka. Taksonomije i semantičke mreže, koje se koriste kao način prikazivanja znanja, su se pokazale kao dobar protivnik data miningu, odnosno rudarenju podataka.

## Vanjske poveznice
- Numerička taksonomija
- Baraminologija